# Perdita esmeraldensis
Perdita esmeraldensis är en biart som beskrevs av Timberlake 1977. Perdita esmeraldensis ingår i släktet Perdita och familjen grävbin. Inga underarter finns listade i Catalogue of Life.